# Port-au-Prince

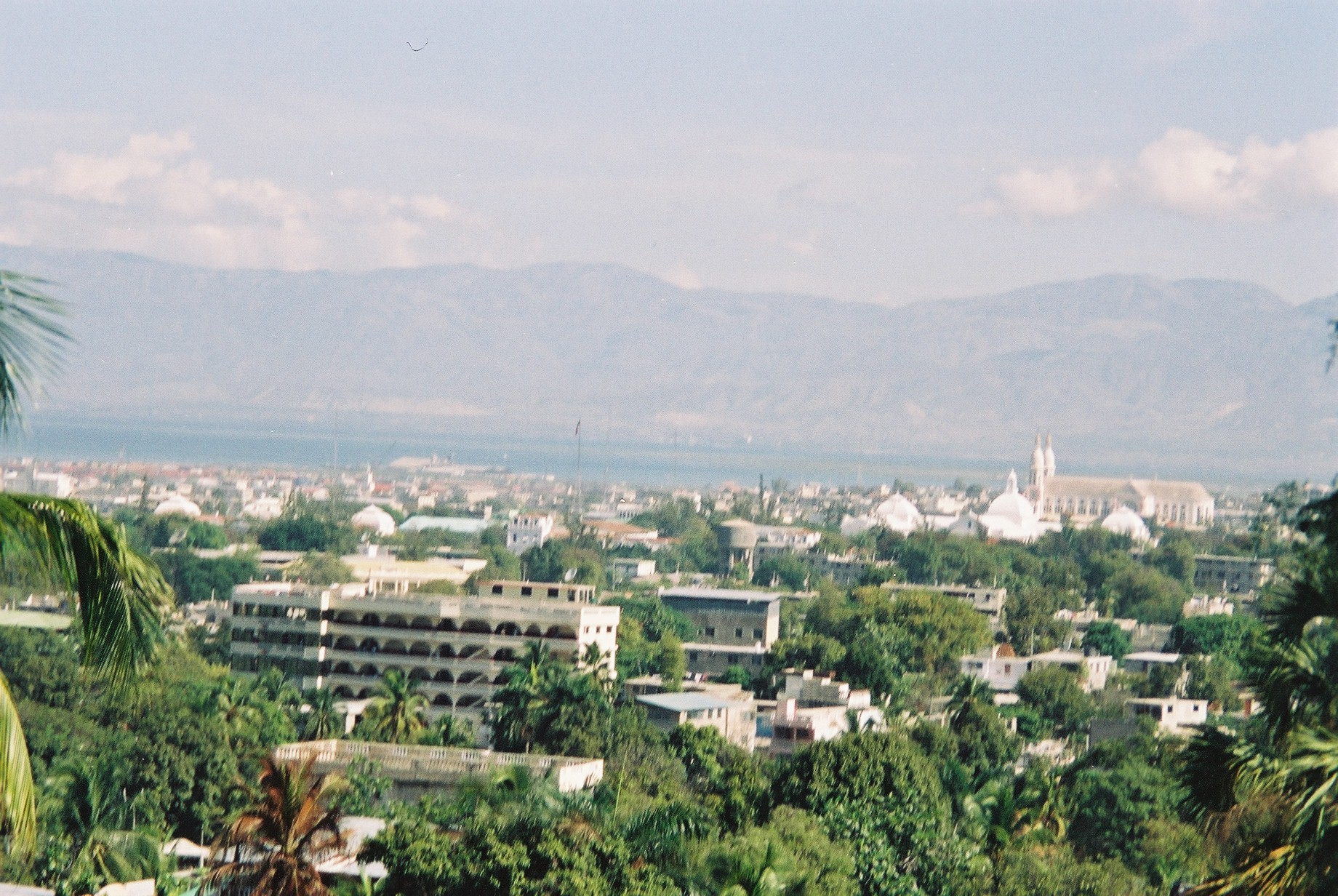
Zicht op Port-au-Prince

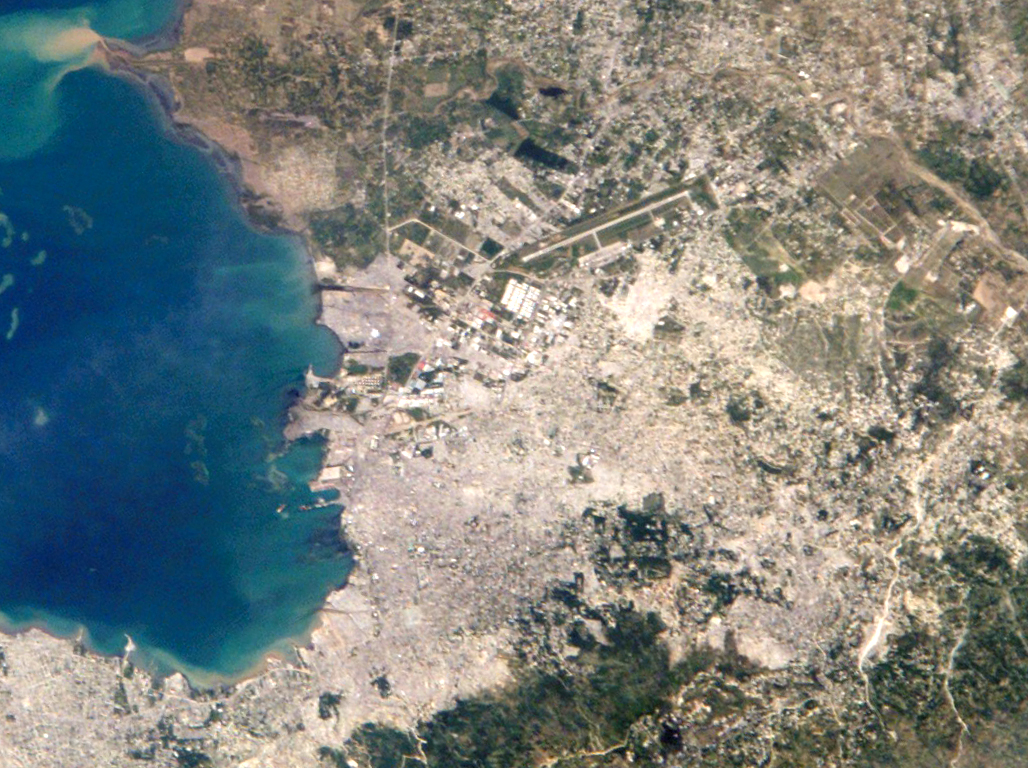
Satellietfoto

Port-au-Prince (Haïtiaans-Creools: Pòtoprens) is de hoofdstad en de grootste stad van Haïti. De hoofdstad had in 2015 987.000 inwoners. De agglomeratie (Aire Métropolitaine), inclusief de steden Carrefour, Cité Soleil, Delmas, Pétionville en Tabarre met voornamelijk sloppenwijken, wordt bewoond door 2,6 miljoen inwoners. Port-au-Prince is ook de hoofdplaats van het departement Ouest en van het gelijknamige arrondissement.

## Geschiedenis
De plaats werd in 1749 gesticht door Franse suikerplanters. In 1804 werd Port-au-Prince de hoofdstad van het pas onafhankelijk geworden Haïti. Vóór de onafhankelijkheid werd de stad bezet door Britse troepen.

### Aardbeving
Op dinsdag 12 januari 2010 (16:53 uur plaatselijke tijd) werd Haïti getroffen door een zware aardbeving (met een kracht van 7,0 op de schaal van Richter). Het epicentrum lag op 13 kilometer diepte op circa 15 kilometer afstand van het centrum van Port-au-Prince, dat zwaar werd verwoest. De beving werd gevolgd door meerdere zware naschokken. Er zijn meer dan 100 000 doden gevallen.
Vanaf 2018 nam de invloed van gewapende bendes toe. In 2022 was ongeveer zestig procent van de stad in handen van verschillende bendes. Deze bendes maakten gebruik van geweld, gijzeling, en seksueel geweld.

## Ligging
De stad ligt in een baai van de Golf van Gonâve. Port-au-Prince voert koffie en suiker uit en kent verder handel in zeep, textiel en cement.
De oriëntatiepunten omvatten de kade, de Universiteit van Haïti, het presidentieel paleis, het Nationale Museum, en de Kathedraal van Port-au-Prince.

## Indeling
De gemeente bestaat uit de volgende sections communales:
| Nr. | Naam            | Km²   | Inw.2015 |
| --- | --------------- | ----- | -------- |
| 1   | Turgeau         | 19,74 | 531.434  |
| 2   | Morne l'Hôpital | 7,45  | 160.672  |
| 3   | Martissant      | 8,85  | 295.204  |

## Toerisme
Ondanks de politieke instabiliteit in Haïti heeft Port-au-Prince altijd veel toerisme gehouden. De Internationale Luchthaven Toussaint Louverture is het belangrijkste startpunt voor buitenlandse toeristen. De meeste toeristen bezoeken en verblijven in Pétionville.

## Sport
Voetbalclubs van Port-au-Prince zijn:
- Aigle Noir AC
- Racing Club Haïtien
- Violette Athletic Club

Het belangrijkste stadion is het Sylvio Catorstadion.

## Vervoer
Bij Port-au-Prince ligt de Internationale Luchthaven Toussaint Louverture.

## Bekende inwoners van Port-au-Prince

### Geboren
- François Duvalier (1907-1971), president en dictator van Haïti (1957-1971)
- Yvonne Sylvain (1907-1989), arts
- René Préval (1943-2017), president van Haïti (1996-2001 en 2006-2011)
- Emmanuel Sanon (1951-2008), voetballer
- Michaëlle Jean (1957), Haïtiaans-Canadees journaliste en bestuurder
- Kettly Mars (1958), schrijfster en dichteres
- Michel Martelly (1961), president van Haïti (2011-2016)
- Olden Polynice (1964), basketballer
- Wagneau Eloi (1973), voetballer
- Samuel Dalembert (1981), basketballer
- Pierry Valmera (1981), basketballer
- Lesly Fellinga (1985), Haïtiaans-Nederlands voetballer
- Barbara Pierre (1986), Haïtiaans-Amerikaans atlete
- Jeff Louis (1992), voetballer
- Frantzdy Pierrot (1995), voetballer
- Richelor Sprangers (1998), voetballer

### Overleden
- Silvio Cator (1900-1952), atleet